# Новокаменка (Оренбургская область)
Новока́менка— село в Ташлинском районе Оренбургской области. Административный центр Новокаменского сельсовета.

## География
Село находится на расстоянии примерно 15 км (по прямой) к северу от села Ташла, административного центра района.

### Часовой пояс
Село Новокаменка, как и вся Оренбургская область, находится в часовой зоне МСК+2. Смещение применяемого времени относительно UTC составляет +5:00.

## Население
| 2010 |
| ---- |
| 630  |

### Национальный состав
Согласно результатам переписи 2002 года, в национальной структуре населения русские составляли 71 % из 675 чел.